# 단일 보드 컴퓨터

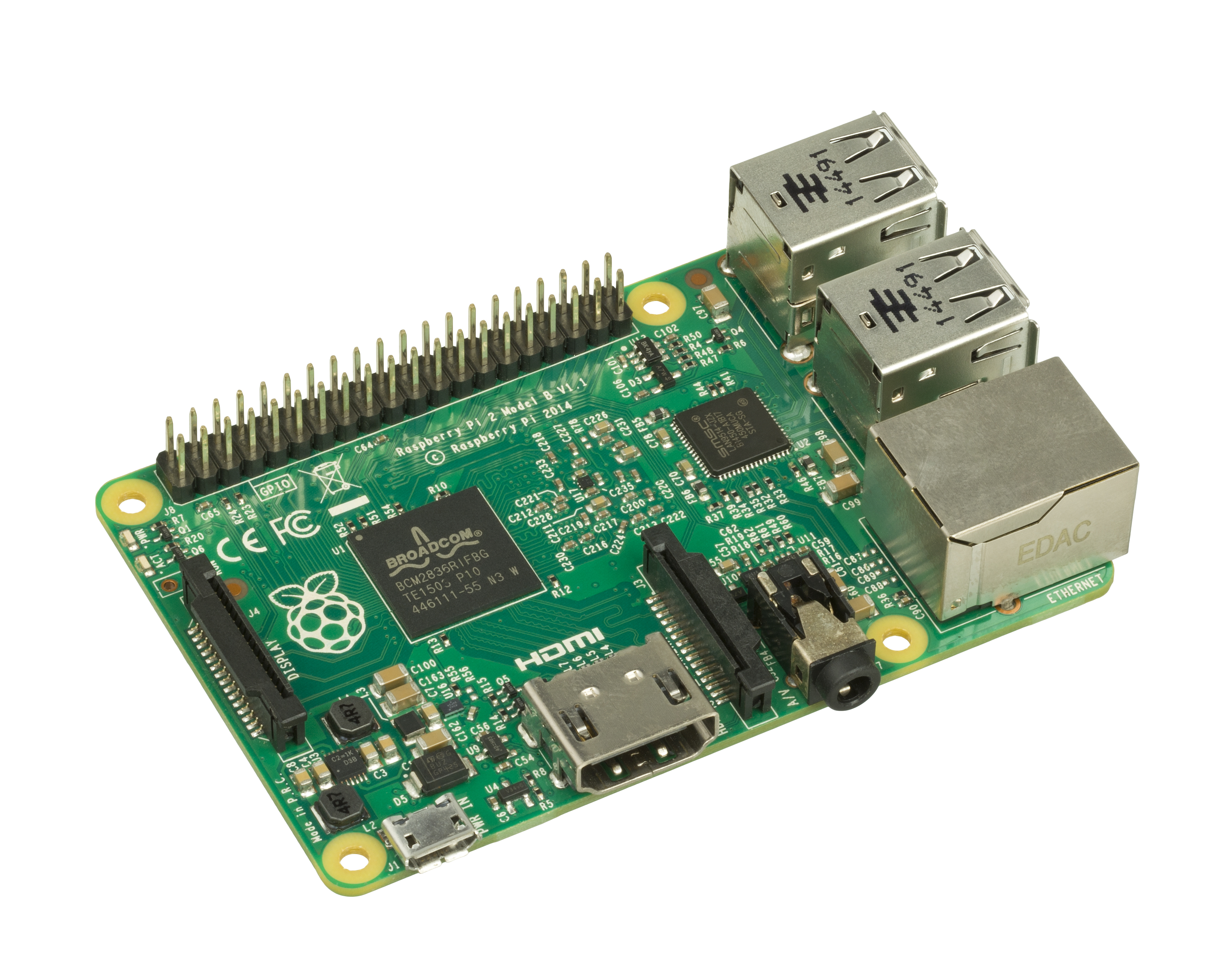
라즈베리 파이는 저비용의 단일 보드 컴퓨터로서 컴퓨터 과학을 교육하는데 사용된다.

단일 보드 컴퓨터(single-board computer, SBC) 또는 '싱글보드컴퓨터'는 컴퓨터 기능에 필수적인 마이크로프로세서, 메모리, 입출력 등의 기능이 있는 단일 회로 기판으로 구성된 완전한 컴퓨터이며 초소형크기와 저전력을 특징으로 갖는다.
데스크톱 개인용 컴퓨터와는 달리, 단일 보드 컴퓨터들은 주변기기의 기능이나 확장을 위한 확장 슬롯에 자주 의존하지 않는다. 일부 단일 보드 컴퓨터들은 시스템 확장을 위해 백플레인에 연결하기도 한다. 단일 보드 컴퓨터들은 다양한 마이크로프로세서를 이용하여 제조된다. 컴퓨터 취미를 가진 사람들이 만든 일부 디자인들은 정적 램이나 저비용 8~16비트 프로세서를 사용한 것도 있다. 블레이드 서버와 같은 다른 종류에는 공간 절약형에 서버 컴퓨터의 메모리 및 프로세서 성능을 포함한다.

## 역사
진정한 최초의 단일 보드 컴퓨터는 인텔 C8080A 기반의 다이나-마이크로(dyna-micro)라 불리는 컴퓨터로, 인텔 최초의 EPROM인 C1702A를 장착하였다.
점차 스마트폰이 기술적으로 발전함에 따라 대중적으로 상용화된 같은 CPU를 채택할 수 있는 고성능 저비용의 ARM 아키텍처 CPU가 강세를 보이고 있다.

## 응용
단일 보드 컴퓨터들은 집적 회로의 밀도를 증가시킴으로써 실현되었다. 단일 보드 구성은 회로 기판의 수를 줄이고 단자와 버스 드라이버 회로를 줄임으로써 시스템의 전반적인 비용을 줄인다. 모든 기능을 한 기판에 집어넣음으로써 노트북 컴퓨터처럼 전반적으로 더 작은 크기의 시스템을 취득할 수 있다. 단자들은 종종 신뢰성 문제가 있는데, 단일 보드 시스템은 이러한 문제를 제거한다.

## 폼 팩터
- AdvancedTCA(Advanced Telecommunications Computing Architecture)
- 콤팩트PCI
- ECX (Embedded Compact Extended)
- Mini-ITX
- PC/104
- PICMG
- Pico-ITX
- PXI
- Qseven
- VMEbus
- VPX
- VXI

## 상용 싱글보드컴퓨터
- 라즈베리 파이 크기 8,5cmX5.6cm , 약4만원 전후 , 전원 5V
- 오드로이드 85 x 56 mm (3.35 x 2.2 inch) , 약4만5천원 전후, 전원 5V
- 비글보드  3.5” x 2.15” (86.36mm x 53.34mm) 약8만원전후 , 전원 5V[3][4]

## 같이 보기
- 단일 보드 마이크로컨트롤러
- 임베디드 시스템
- 단일 보드 컴퓨터 목록